# Donegal Bay (Murvagh) SAC
Donegal Bay (Murvagh) SAC este o arie protejată (arie specială de conservare — SAC, sit de importanță comunitară — SCI) din Irlanda întinsă pe o suprafață de 1.810,48 ha, integral pe uscat.

## Localizare
Centrul sitului Donegal Bay (Murvagh) SAC este situat la coordonatele 54°37′33″N 8°09′18″W / 54.625899°N 8.154986°V.

## Înființare
Situl Donegal Bay (Murvagh) SAC a fost declarat sit de importanță comunitară în ianuarie 2002 pentru a proteja 12 specii de animale. Situl a fost protejat și ca arie specială de conservare în iunie 2019.

## Biodiversitate
Situată în ecoregiunea atlantică, aria protejată conține 4 habitate naturale: Terase mlăștinoase și terase nisipoase neacoperite de apă la reflux, Dune de coastă fixe cu vegetație erbacee („dune gri”), Dune cu Salix repens ssp. argentea (Salicion arenariae), Depresiuni intradunale umede.
La baza desemnării sitului se află mai multe specii protejate:
- păsări (11): rață fluierătoare (Anas penelope), rață mare (Anas platyrhynchos), Anser albifrons flavirostris, pietruș (Arenaria interpres), fugaci de țărm (Calidris alpina), prundaș gulerat mare (Charadrius hiaticula), scoicar (Haematopus ostralegus), sitar de mal nordic (Limosa lapponica), Mergus serrator, culic mare (Numenius arquata), fluierarul cu picioare roșii (Tringa totanus)
- mamifere (1): focă obișnuită (Phoca vitulina)

Pe lângă speciile protejate, pe teritoriul sitului au mai fost identificate 1 specie de plante.